# 1970年亚洲运动会
第六届亚洲运动会原定在韩国漢城（今首爾）举行，由于韩国因財政問題放弃主办权，本届运动会改為由泰国曼谷主办。本届亚运会于1970年12月9日至20日在泰国曼谷举行，会期为12天。有来自16个国家和地区的2400名运动员在13个比賽項目中展开了角逐。本届亚运会首次有卫星电视转播赛况。
本屆亞運會創一項舉重世界紀錄，63項亞洲紀錄。

## 申辦
在第五屆亞運會舉辦之前，韓國漢城向亞洲運動會協會申請第六屆亞運會承辦權，因沒有其它競爭對手，順利成為1970年第六屆亞運會承辦城市。但就在會期前一年多，韓國卻以國家安全為由，向亞洲運動會協會書面撤銷第六屆亞運會承辦權，使得第六屆亞運會面臨斷炊命運。
經過亞洲運動會協會多次召開臨時會議會商，決定商請第五屆亞運會主辦相當成功的曼谷出面救急。

## 籌備
由於泰國政府沒有龐大預算，各會員國開會後決定，由各參賽組織視各自的經濟狀況分擔這次亞運會的舉辦經費。比賽種類也縮減成13種運動135項比賽，網球及桌球取消，但因國王普密蓬喜歡帆船，因此增加帆船比賽，首次在亞運會中成為比賽種類之一。
為了筹措資金，組委會發行了亞運紀念品郵票，首套郵票共5枚，以泰國國王點燃聖火及4個大體育場為圖案；以及出售紀念幣，正面是亞運會聯合會會徽，背面是泰國國王普密蓬-阿杜德和王后斯麗吉的頭像，面值10泰銖，共鑄造了900萬枚。
本屆亞運會首次運用衛星轉播的技術，將亞運會的開閉幕典禮及比賽情形，向各國傳送。每一電視台收費為美金2000元權利金，這是亞運會首度有電視轉播。

## 參賽國家及地區
| - 柬埔寨 - 中華民國 - 印度 - 印度尼西亞 | - 伊朗 - 以色列 - 日本 | - 马来西亚 - 緬甸 - 巴基斯坦 - 菲律賓 | - 新加坡 - 錫蘭 - 越南共和国 - 泰國（东道主） |

## 比赛项目
| - 游泳 - 田徑 - 羽毛球 - 籃球 - 拳擊 - 自行车 - 足球 | - 曲棍球 - 帆船 - 射擊 - 排球 - 舉重 - 摔跤 - 跳水 |

## 活跃运动员
1. 西侧喜美在第6、7届亚运会连续获得金牌最多的女运动员，其中第6届的5枚金牌全打破亚运会纪录。
2. 韩国选手赵五运获男子400米、1500米自由泳2枚金牌，打碎日本人夺金梦。

## 奖牌榜
| 排名 | 国家／地区 | 金牌 | 银牌 | 铜牌 | 總數 |
| ---- | ---------- | ---- | ---- | ---- | ---- |
| 1    | 日本       | 74   | 47   | 23   | 144  |
| 2    |            | 18   | 13   | 23   | 54   |
| 3    | 泰國       | 9    | 17   | 13   | 39   |
| 4    | 伊朗       | 9    | 7    | 7    | 23   |
| 5    | 印度       | 6    | 9    | 10   | 25   |
| 6    | 以色列     | 6    | 6    | 5    | 17   |
| 7    | 马来西亚   | 5    | 1    | 7    | 13   |
| 8    | 緬甸       | 3    | 2    | 7    | 12   |
| 9    | 印度尼西亞 | 2    | 5    | 13   | 20   |
| 10   | 錫蘭       | 2    | 2    | 0    | 4    |
| 11   | 菲律賓     | 1    | 9    | 12   | 22   |
| 12   | 中華民國   | 1    | 5    | 12   | 18   |
| 13   | 巴基斯坦   | 1    | 2    | 7    | 10   |
| 14   | 新加坡     | 0    | 6    | 9    | 15   |
| 15   | 柬埔寨     | 0    | 2    | 3    | 5    |
| 16   | 越南共和国 | 0    | 0    | 2    | 2    |
| 總計 | 總計       | 137  | 133  | 157  | 427  |